# Na wspak
Na wspak (fr. À rebours) – wydana w 1884 roku powieść francuskiego pisarza Jorisa-Karla Huysmansa i jednocześnie punkt wyjścia dla wszystkich jego późniejszych dzieł, które sam autor określi mianem „supernaturalizmu”. Jest to przykład literatury dekadentyzmu (z nawiązaniem do symbolizmu) i zerwanie z charakterystycznym dla wcześniejszej twórczości Huysmansa naturalizmem spod znaku Zoli. Głównym bohaterem jest diuk Jan des Esseintes, znudzony życiem jedyny potomek arystokratycznej rodziny. Książka jest właściwie katalogiem gustów prawdziwego dekadenta i w swoim czasie uzyskała nawet określenie „biblii dekadentyzmu”. Szerszą sławę Na wspak zdobyła w 1895 roku, podczas procesu Oscara Wilde’a, kiedy to określono ją mianem książki „sodomicznej”, ponieważ Wilde zażądał dostarczenia jej do swojej celi.

## Treść utworu
Diuk des Esseintes, znudzony życiem potomek arystokratycznej rodziny i wychowanek jezuitów, sprzedaje rodzinny zamek i kupuje w podparyskiej miejscowości rezydencję, którą urządza na własną, skrajnie estetyczną modłę. Czas upływa mu na lekturze ukochanych książek – literatura Cesarstwa Rzymskiego (Gajusz Petroniusz), literatura chrześcijańska i katolicka, współczesna literatura francuska (Charles Baudelaire, Paul Verlaine) oraz dzieła klasyków takich jak Edgar Allan Poe. Ponadto komponuje nowe, zaskakujące zapachy oraz zestawienia kolorów, miesza smaki alkoholi, kolekcjonuje niepokojące obrazy oraz „nienaturalne” rośliny (rosiczki), próbuje inkrustować kamieniami szlachetnymi żywego żółwia (ze skutkiem śmiertelnym dla zwierzęcia). Cierpi na koszmary i pojawiają się u niego oznaki neurozy.
Wkrótce podupada na zdrowiu z powodu niehigienicznego trybu życia (diuk był aktywny wyłącznie w nocy, prawie nigdy nie wychodził z rezydencji). Fiaskiem kończy się jego planowana podróż do Anglii. W wyniku zaleceń lekarza des Esseintes postanawia zerwać z dotychczasowym dekadenckim stylem życia i wrócić (jakkolwiek niechętnie) do aktywnego życia w Paryżu.